# منتخب الصين لهوكي الحقل للسيدات
منتخب الصين لهوكي الحقل للسيدات هو ممثل الصين الرسمي في المنافسات الدولية في هوكي الحقل للسيدات.